# Водотика Сергій Григорович
Сергій Григорович Водотика (нар. 4 січня 1957, Маріуполь, Донецька область) — доктор історичних наук (2001 р.), професор (2007 р.).
Закінчив історичний факультет Харківського державного університету імені В. Н. Каразіна.
У 1979-1988 рр. працював в Українському заочному політехнічному Інституті.
У 1988-1993 рр. — доцент кафедри суспільних дисциплін Херсонського філіалу Миколаївського кораблебудівного інституту, у 1993-2015 рр. очолював кафедру теорії та методики викладання соціально-економічних дисциплін (з 1995 р. — за сумісництвом) Херсонської академії неперервної освіти. У 1996—2009 рр. проходив службу в МВС України на посадах старшого наукового співробітника, доцента, професора кафедр соціально-гуманітарних і державно-правових дисциплін Херсонського юридичного інституту Харківського національного університету внутрішніх справ, отримав спеціальне звання «полковник міліції».
З 2010 р. працює на посаді професора кафедри історії України та методики викладання Херсонського державного університету.
Сфера наукових інтересів: історія й історіографія 1920-х років, історія Південної України, історія Херсонщини, методологія історичного пізнання.
Автор і упорядник близько 250 наукових і науково-популярних праць (зокрема, 2 індивідуальних і 5 колективних монографій, 2 археографічні публікації, 9 підручників, близько 135 наукових статей).

## Основні праці
- Зміни в соціально-класовій структурі селянства України 1927–1929. — УІЖ. — 1983;
- Осип Гермайзе // УІЖ. — 1992;
- Документи архівосховищ України про життєвий і творчий шлях Н.Полонської-Василенко // Архіви України. — 1993;
- Створення академіком Слабченко осередку українознавства в Одесі // Вісник АН України. — 1993;
- «Справа СВУ»: перегортаючи сторінки допитів академіка Михайла Слабченка // Південний архів. — 1995;
- Історія України. Навчально-методичний посібник. — Херсон, 1995;
- Академік Михайло Єлісейович Слабченко. Нарис життя і творчості. — Київ — Херсон, 1998;
- Нариси історії історичної науки УСРР 41 1920-х рр. — Київ, 1998;
- З історії правоохоронних органів Півдня України. — Херсон, 1999;
- Політологія. Навчально-методичні матеріали. — Херсон, 2001;
- Історія Херсонщини ХІІІ–ХІХ ст. — Херсон, 2001;
- Історія України. Курс лекцій. — Херсон, 2001;
- Історія України. Навчально-методичний посібник. — Херсон, 2001;
- Вітчизняна історична наука 1920-х рр.: науково-організаційні та концептуальні основи функціонування. — Херсон, 2002;
- Умови поступу, напрями та школи історичної науки УСРР 1920-х рр. — Херсон, 2003;
- Херсону 225 років. — Херсон, 2003;
- Історія Херсонщини. — Херсон, 2003 (у співавт.);
- Історична наука УСРР 1920-х рр.: соціополітичні, науково-організаційні та концептуальні основи функціонування. — Херсон, 2006;
- Херсонськийюридичний інститут Харківського національного університету внутрішніх справ. Історія та сучасність. 1973–2008. — Херсон, 2008.(у співавт.);
- Національна книга пам’яті жертв Голодомору 1932–1933 рр. в Україні. Херсонська обл. — Київ, 2008 (кер. авт. кол.);
- Нарис історії Херсонщини. Давній час: від верхнього палеоліту до початку великого переселення народів (30 тис. років тому - кінець 4 ст. н. е.). - Київ: Видавець Олег Філюк, 2016.[2]